# Hubert Grygowski
Hubert Grygowski, né le 5 janvier 2004 à Nowogard, est un coureur cycliste polonais. Il est membre de l'équipe Mazowsze Serce Polski.

## Biographie
Hubert Grygowski est originaire de Nowogard, une ville située au nord-ouest de la Pologne. Il commence le cyclisme vers l'âge de dix ans. Durant ses débuts, il participe à des compétitions sur piste, en cyclo-cross et sur route. Il finit toutefois par privilégier cette dernière discipline. Ses caractéristiques physiques devraient normalement l'amener à s'orienter vers les classiques,.
Lors de la saison 2021, il se distingue au niveau international en obtenant diverses places d'honneur. Il se classe notamment cinquième et meilleur jeune du Grand Prix Rüebliland. L'année suivante, il remporte une étape du Saarland Trofeo ainsi qu'une compétition hongroise, dans le calendrier de la Coupe des Nations Juniors. Il termine par ailleurs deuxième de la Guido Reybrouck Classic et du championnat de Pologne juniors, sixième de la Nokere Koerse juniors ou encore huitième de Gand-Wevelgem juniors. Grâce à ses performances, il représente son pays natal aux championnats d'Europe et aux championnats du monde juniors. 
Remarqué par ses bons résultats, il décide de rejoindre l'équipe continentale CIC U Nantes Atlantique en 2023. Son nouveau manager Anthony Ravard l'a recruté sur une recommandation d'Emmanuel Hubert, qui surveille sa progression. Il effectue sa reprise sur l'épreuve Cholet-Pays de la Loire, où il rentre parmi les trente premiers. La suite de sa saison est cependant perturbée par des chutes et une gêne physique au genou. Il intègre néanmoins l'équipe de développement d'Arkéa-B&B Hotels en 2024. Sous ses nouvelles couleurs, il prend la dixième place du Grand Prix de Nogent-sur-Oise. Il obtient également divers tops dix dans des courses polonaises. 
Après deux années passées dans des formations françaises, il revient en Pologne à partir de 2025 en s'engageant avec la structure Mazowsze Serce Polski.

## Palmarès et résultats

### Par année
- 2022
  - 4e étape du Saarland Trofeo
  - One Belt One Road Nation's Cup Hungary :
    - Classement général
    - 2e étape

  - 2e de la Guido Reybrouck Classic
  - 2e du championnat de Pologne sur route juniors
- 2025
  - 3e du Visegrad 4 Bicycle Race-GP Poland

### Classements mondiaux
| Année                                 | 2024  |
| ------------------------------------- | ----- |
| Classement mondial                    | 1531e |
| UCI Europe Tour                       | 992e  |
|                                       |       |
| Légende : nc = non classéSource : UCI |       |